# Gilles Kerlorc'h
Gilles Kerlorc’h (né le 20 avril 1971 dans les Landes à Mont-de-Marsan) est un auteur et un illustrateur français.

## Biographie
Il étudie les Arts plastiques à l’École Supérieure d’Art et de Communication de Pau, puis participe à plusieurs fanzines, comme Fantastic Bazar, Fun en Bulles, Cafzic ou encore Slash, le canard de l'imaginaire où ses premières planches de bandes dessinées et illustrations sont publiées entre 1994 et 2000.
En 2001 parait le premier tome des Contes populaires de la Grande-Lande aux éditions Cairn, adaptation en bande dessinée des contes de Félix Arnaudin.
Passionné d’histoires de trésor, il collabore régulièrement entre 1996 et 2018 avec plusieurs magazines, notamment Trésors de l’Histoire, Trésors et Détections et Monnaies et Détections en y signant une centaine d'articles. Il dessine par ailleurs, la série humoristique Treasure Losers, crée en 2005, pour la revue Monnaies et Détections.
Landes secrètes, croquis sur le vif, un carnet de voyage illustré par Marc Large parait en 2004, suivi en 2011 d'Euskadi sacré, croquis sur le vif. En 2017 est publié Les Landes, voyage à travers la gravure, en collaboration avec Jean-Jacques Taillentou, Président de la Société de Borda.

## Thématiques
Les livres de Gilles Kerlorc'h, bien que dans des genres très différents, ont tous un fil conducteur récurrent. Son amour pour la nature, tout d'abord, que l'on retrouve très fortement dans son travail, comme la mer et ses plages sauvages, les forêts,. L'auteur s'intéresse également aux légendes et au merveilleux, aux portes qui mènent au rêve. Enfin, plusieurs de ses ouvrages évoquent les trésors enfouis et des récits de naufrages. L'auteur s'attache depuis quelques années à l'étude d'épaves fluviales qu'il inventorie dans l'Adour.
Une thématique récurrente de l'auteur évoque le domaine insulaire. Il décline ce thème dans des nouvelles comme Iscle, dans des approches documentaires historiques avec Dans le secret des îles aux trésors et Pirates et îles aux trésors et enfin Voyage aux îles, carnet de voyage à la découverte des terres insulaires de Nouvelle-Aquitaine. Il explique cette fascination dans ce dernier ouvrage : « Je n'ai jamais su expliquer le pourquoi de cette attirance. Poser les pieds sur une île représente sans doute une manière symbolique de s'approprier « l'ailleurs ». De concrétiser des territoires oniriques, de tenter d'approcher des modes de vie différents, parfois en marge ».
Il travaille depuis plusieurs années sur un carnet de voyage illustré, dédié aux îles anglo-normandes où il se rend régulièrement. Le carnet sort en 2022 chez Blue Ormer Publishing, éditeur Guernesiais.
L'auteur avoue une forte attirance pour les lieux abandonnés qu'il aime visiter. Il évoque son « Amour de l'architecture ancienne, mais j'aime aussi voir ce que la nature fait de ces endroits, une fois que l'homme est parti ». De ces explorations que l'on nomme également urbex, il ramène de nombreux dessins qui sont publiés en 2020 dans le livre Carnets d'Urbex, Landes et Pyrénées-Atlantiques et en 2022 dans le second tome, L'odeur des ruines. Au-delà de ces deux départements, ces visites l'amène régulièrement en France et en Europe, lui permettant de poursuivre ce travail de témoignage graphique, à la rencontre de sites délaissés exceptionnels.

## Archéologie subaquatique

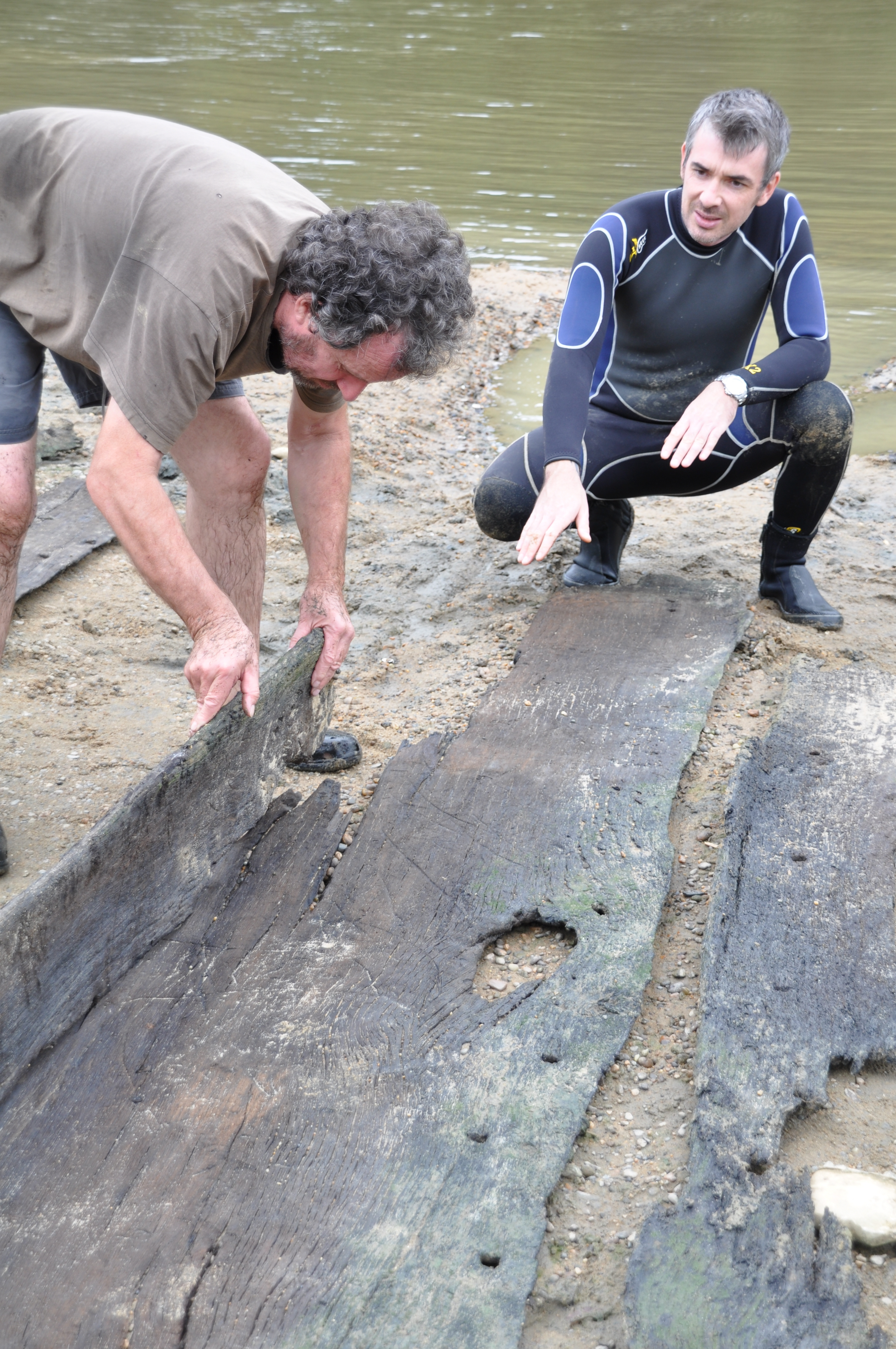
Opération archéologique dans l'Adour

Gilles Kerlorc’h a entamé depuis 2004, un travail d’inventaire et d’étude consacré à la navigation intérieure et aux épaves de l’Adour. Ses recherches se concentrent ainsi sur des zones de fréquentation humaine ayant connu des activités commerciales ou liées à la pêche (anciens ports, bacs, ponts, péages, rives aménagées…). Il a ainsi pu trouver ou redécouvrir de nombreux types d’embarcations fluviales, telles que bachet, galupe, chaland monoxyle, courau et couralin, dont il assure, avec une équipe d’archéologues bénévoles, relevé d’architecture et étude. 
Ses comptes rendus archéologiques sont publiés dans le Bulletin de la Société de Borda, Aquitaine historique, Archéologie des Pyrénées Occidentales et des Landes, Archéologie médiévale ou dans le Bilan scientifique de la Région Aquitaine et du DRASSM. Il fait paraître en 2012 le résultat d’une partie de ses recherches fluviales dans le livre Batellerie de l’Adour en images, du XVIIe siècle à nos jours aux éditions Cairn.
Un ouvrage,  L'Adour, quand les objets parlent des hommes, paru en 2025 évoque les objets patrimoniaux de l'Adour découverts en contexte archéologique ou conservés dans des collections privées.

### BD / Illustrations enfants et adultes
- Ballade d’une poêle à frire, 1998
- Le Veilleur de Pangée, avec Franck Lefebvre-Billiez, 2000
- Contes Populaires de la Grande-Lande, tome 1, d’après Félix Arnaudin, Éditions Cairn, 2001
- Contes populaires de la Grande-Lande, tome 2, d'après Félix Arnaudin, Éditions Racoon, 2004
- Waska et le peuple du blizzard, avec Pascal Aggabi, Éditions Bradtrash Comics, 2006
- Treasure Losers, Éditions Bradtrash Comics, 2011
- L'Adour, carnet de voyage, Éditions La Geste, 2017
- Le banc, avec Dominique Soulé, Éditions Racoon, 2018
- Carnets d'Urbex, Landes et Pyrénées-Atlantiques, Éditions Gascogne, 2020
- Carnets d'Urbex 2, L'odeur des ruines, Éditions Gascogne, 2022
- Les îles Anglo-Normandes, carnet de voyage, Blue Ormer Publishing, 2022
- Estuaire de la Gironde, carnet de voyage, Éditions La Geste, (à paraître en 2025)

### Documentaires
- Sur la trace des trésors landais, légendes, traditions, réalités, Préface de Jean Peyresblanques, Éditions Jean Lacoste, 2003
- Petit guide illustré du beachcombing, avec la collaboration de Daniel Hodebert, Éditions Racoon, 2006
- Dans le secret des îles aux trésors, tome 1, Éditions Racoon, 2008
- Dans le secret des îles aux trésors, tome 2, Éditions Racoon, 2009
- Petite sociologie des peigneurs de plage et beachcombers, Éditions de L'Harmattan, 2009
- Dans le secret des îles aux trésors, tome 3, Éditions Racoon, 2010
- Pirates et îles aux trésors, Éditions des Régionalismes (P.R.N.G.), 2011
- La batellerie de l'Adour en images, du XVIIe siècle à nos jours, Éditions Cairn, 2012
- Petit livre de la Coustille en Aquitaine, Préface de Jean-Jacques Taillentou, Éditions Sutton, 2015
- Lutineries, à la rencontre des lutins de France, avec Hervé Thiry-Duval, Éditions le Temps Présent, 2016
- Les Landes, voyage à travers la gravure, avec Jean-Jacques Taillentou, Éditions Cairn, 2017
- Iraty, avec Frédéric Méheut et Didier Vignaud, Éditions La Geste, 2018
- 15 villages fantômes pyrénéens, Éditions MonHélios, 2024
- Arbres singuliers et remarquables du Pays-Basque, Éditions La Geste, 2024
- Arbres et forêts remarquables des Landes, Éditions La Geste, 2025
- L'Adour, quand les objets parlent des hommes, avec Chantal Boone et Sophie Lefort-Lehmann,  Éditions Société de Borda, 2025

### Récits
- Landes secrètes, croquis sur le vif, avec Marc Large, Préface de Olivier de Marliave, Éditions Cairn, 2004
- L'or sous le sable, carnet de plage d'un beachcomber aquitain, Préface de Hugo Verlomme, Éditions de L'Harmattan, 2011
- Euskadi sacré, croquis sur le vif, avec Marc Large, Préface de Peio Serbielle, Éditions Cairn, 2011
- Les Landes par le littoral, carnet d'un butineur de grèves, Éditions Racoon, 2012
- La caresse des arbres, Éditions Racoon, 2016
  - (Réédition Éditions Librairie Social Club, 2021)

- Voyage aux îles, Landes, Pyrénées-Atlantiques, Gironde, Préface de Karin Huet, Éditions Cairn, 2019
- Loutres d'Aquitaine, carnet d'(en)quête, Éditions Racoon, 2023
- Courir la lande, avec Marc Large, Éditions Passiflore, 2024
- Aventuriers des Grands lacs landais, avec le récit d'Ernest Sexe, Éditions La Geste, (à paraître en 2025)

### Romans enfants et adultes
- Graine de printemps, avec Dominique Soulé, Éditions Racoon, 2005
- Gardiens légendaires des trésors du Sud-Ouest, Éditions Le Manuscrit, 2007
- Les plages de poivre, avec Dominique Soulé, Éditions Yago, 2007
- Laminak, carnets extraordinaires d'un explorateur en Pays basque en 1840, Préface de Pierre Dubois (auteur), Éditions Gascogne, 2008
- Iscle, Éditions de la Crypte, 2013 
  - (Réédition Éditions de la Crypte, 2019)
- Le rocher des naufragés, avec Franck Lefebvre-Billiez, Éditions Ex Æquo, 2013
- Trésors, diables et sortilèges des provinces de France, Éditions de L'Harmattan, 2014
- En filigrane, avec Frédérique Chevarin, Éditions l'Atelier des Brisants, 2017
- Meurtres dans les Pyrénées, Éditions La Geste, 2021
  - (Réédition Éditions France Loisirs poche, 2024)

### Tirés à part du Bulletin de la Société de Borda
- Le chaland monoxyle de "Libe" (Saint-Vincent-de-Paul), n°490 - 2e trimestre 2008
- Le chaland monoxyle de "L'Irle" (Mées), n°514 - 2e trimestre 2014
- Ruines landaises, n°518 - 2e trimestre 2015
- La bague de promesse dans les Landes, n°530 - 2e trimestre 2018
- Les barthes de l'Adour, n°535 - 3e trimestre 2019
- Pirogues de l'Adour, n°542 - 2e trimestre 2021

### Participations (textes ou illustrations)
- Initiation pratique à la détection : lois, conseils, découvertes, recherches et techniques, (Collectif), Éditions RED, 2000 (Illustrations)
- La Flamme sacrée, Thierry Duclercq et Marc Large, TAD Éditions, 2002 (Couleurs)
- Les petits moulins à eau d'autrefois, centres de vie dans nos campagnes, Eloi Glize, Éditions Jean Lacoste, 2003 (Illustrations)
- Clovis et les Mérovingiens, tome 1, Robert Conte, Les Éditions de l'Estampon, 2004 (Illustrations)
- Charlemagne et les Carolingiens, tome 2, Robert Conte, Les Éditions de l'Estampon, 2004 (Illustrations)
- Histoire des bateliers et regard sur le Courant d'Huchet, (Collectif), Éditions Association des bateliers du Courant d'Huchet, 2008 (Textes)
- Le flibustier mystérieux, histoire d'un trésor caché, Charles de la Roncière, Éditions des Régionalismes (P.R.N.G.), 2015 (Préface)
- Histoire maritime de Capbreton, au temps de la pêche à la sardine, tome 3, Marie-Claire et Alain Duviella, Éditions Campiche, 2015 (Illustrations)
- Ils racontent…, tome 3, Éditions AFL du Marsan, 2018 (Illustrations)
- Histoire maritime de Capbreton, le port du Gouf des origines au XVIIe siècle, grandeur et décadence, tome 1, Marie-Claire et Alain Duviella, Éditions Campiche, 2018 (Illustrations)
- Adour, d'eau et d'hommes, carnet de l'exposition, Chantal Boone, Sophie Lefort-Lehmann, Jean-Jacques Fénié, Archives départementales des Landes, 2021 (Illustrations)
- Vivre à Barthes-Jouane, Elise Miramon, Éditions du Petit Lapin, 2023 (Illustrations)
- Abécédaire de Lit et Mixe, Jean-Jacques Taillentou, Éditions Damathoc, 2023 (Illustrations)

## Prix et distinctions
- 2024 - Médaille de Vermeil de la Société académique Arts-Sciences-Lettres de Paris
- 2020 - Deuxième Prix du Chat perché pour "La Vouivre du puits d'Arlay"
- 2018 - Premier Prix des Arts et Lettres de France pour "Les Tacs de la grande dune"
- 2017 - Médaille d'Argent de la Société académique Arts-Sciences-Lettres de Paris
- 2004 - Mention spéciale du jury - Journées du Livre d'Orthez pour "Landes secrètes, croquis sur le vif"